# Mimela nozomi
Mimela nozomi är en skalbaggsart som beskrevs av Yuiti Wada 2001. Mimela nozomi ingår i släktet Mimela och familjen Rutelidae. Inga underarter finns listade i Catalogue of Life.